# Зави ибн Зири
Зави ибн Зири ас-Санхаджи (араб. زاوي بن زيري السنهاجي‎; ок. 955 — 1034/1035) — берберский военачальник, первый правитель тайфы Гранада (1013—1019) из династии Зиридов.

## Биография
Был сыном Зири ибн Манада, берберского вождя, который основал династию Зиридов. Около 1000 года покинул Магриб вместе с родственниками и своими сторонниками и уехал в Кордовский халифат, где поступил на службу к военачальнику Аль-Мансуру и приобрёл своё влияние. В последующие годы при сыновьях аль-Мансура Абд аль-Малике и Абд ар-Рахмане, Зави ибн Зири был активным участником войн между мусульманскими правителями. 
В 1009 году его войска участвовали в захвате Кордовы, в ходе которой город был захвачен, а победителям досталась богатая казна. Через некоторое время Мухаммад II вернулся на престол Кордовы, поскольку город был отвоёван его сторонниками, но вскоре он был убит своей же охраной. Знать Кордовы обратилась к Зави, чтобы он стал правителем, но он отказался и продолжил войну против Хишама II, в ходе которой тот был побеждён.
В 1013 году стал правителем тайфы Гранада, начав строительство Гранады, в которую он перенёс столицу государства. В правление Зави ибн Зири поселения, которые располагались на месте города, были объединены в один город, которой и стал Гранадой.
В 1019 (или 1020 году) он передал власть своему сыну Булуггину, но тот был свергнут сторонниками Хаббуса аль-Музаффара. Зави ибн Зири уехал в Магриб, где и скончался в 1034 или 1035 году в возрасте около 80 лет.